# 国民議会 (アルメニア)

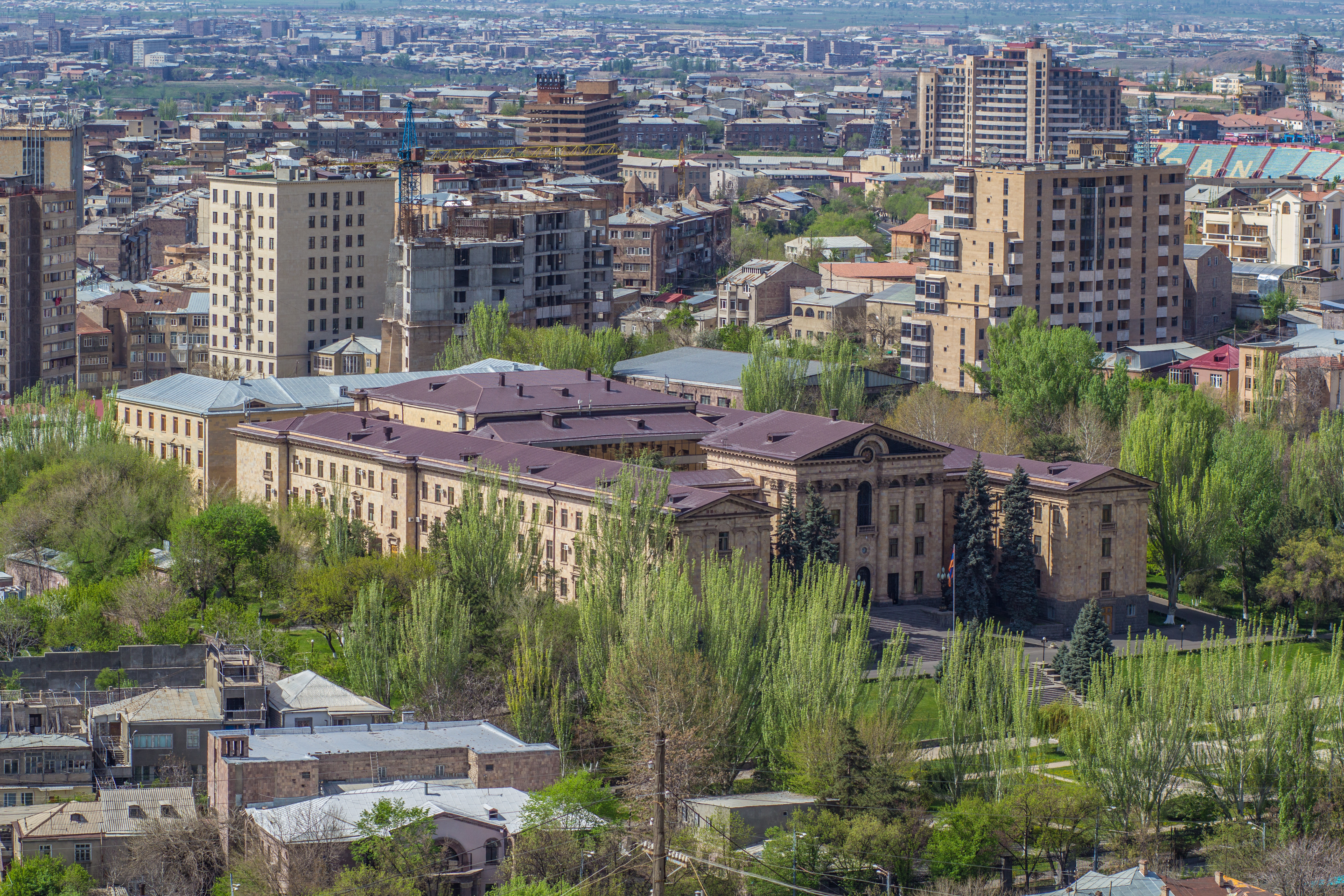
上空から見た国民議会議事堂

国民議会（こくみんぎかい、アルメニア語: Հայաստանի Հանրապետության Ազգային ժողով, Hayastani Hanrapetyut'yan Azgayin zhoghov、またはԱզգային ժողով, ԱԺ Azgayin Zhoghov, AZh）は、アルメニアの立法府である。

## 概要
一院制、任期5年。2021年の選挙制度改革により、従来の大選挙区比例代表並立制から厳正拘束名簿式の政党名簿比例代表に一本化された。

## 沿革
ソビエト連邦時代のアルメニア最高会議が独立に伴い、国民議会として発足。